# Хутрах
Хутрах (цез. ХутIрохъ) — село в Цунтинском районе Республики Дагестан. Входит в состав Шапихского сельсовета.

## География
Село находится на берегу реки Метлюта (бассейн реки Андийское Койсу), на расстоянии 24 км к западу от села Цунта, административного центра района.

## История
В 1944 году село было ликвидировано, а население переселено в Веденский район. В 1957 году было восстановлено.

## Население
| 1888 | 1895 | 1926 | 1939 | 1970 | 1989 | 2002 |
| ---- | ---- | ---- | ---- | ---- | ---- | ---- |
| 256  | ↗336 | ↘89  | ↗553 | ↘483 | ↗548 | ↗569 |
| 2010 | 2021 |      |      |      |      |      |
| ↗646 | ↘546 |      |      |      |      |      |